# 大倉三郎
大倉三郎（おおくら さぶろう，1900年2月24日—1983年11月26日），是一位出身於京都市的建築師及教育家，曾任教於京都工藝纖維大學、西日本工業大學、國立臺灣大學及大阪工業大学。

## 生平簡歷
1900年2月24日（明治33年），大倉三郎出生於京都市。
1923年（大正12年），大倉氏畢業於京都帝国大学建築学科（第1期生），進入宗建築事務所任職。
1928年（昭和3年），大倉氏出任京都帝国大学営繕勤務。
1940年7月8日至1945年10月25日間，大倉氏出任營繕課長（屬總督官房，1942年11月1日後屬財務局），並在任職期間主持臺南赤崁樓古蹟修復工事設計。
1944年，大倉氏協助創立臺南工業專門學校建築學科並兼任主授「建築計劃」。1946年，大倉氏被臺灣省行政長官公署留用，出任臺灣大學工學部土木學科教授。
1948年，大倉氏返回日本。
1949年，大倉氏出任大阪工業大学教授。1951年，大倉氏出任京都工藝繊維大学教授。
1957年，大倉氏以「戈特弗里德·森佩爾的建築論的研究」（ゴットフリート・ゼムベーの建築論的研究）榮獲日本建築学会賞。
1960年至1973年間，大倉氏擔任京都府建築士会会長。
1962年，大倉氏出任京都工芸繊維大学校長；1966年，大倉氏辭去京都工芸繊維大学職務。
1967年，大倉氏出任西日本工業大学校長；1977年，大倉氏辭去西日本工業大学職務。
1983年11月26日，大倉氏逝世。

## 代表作品

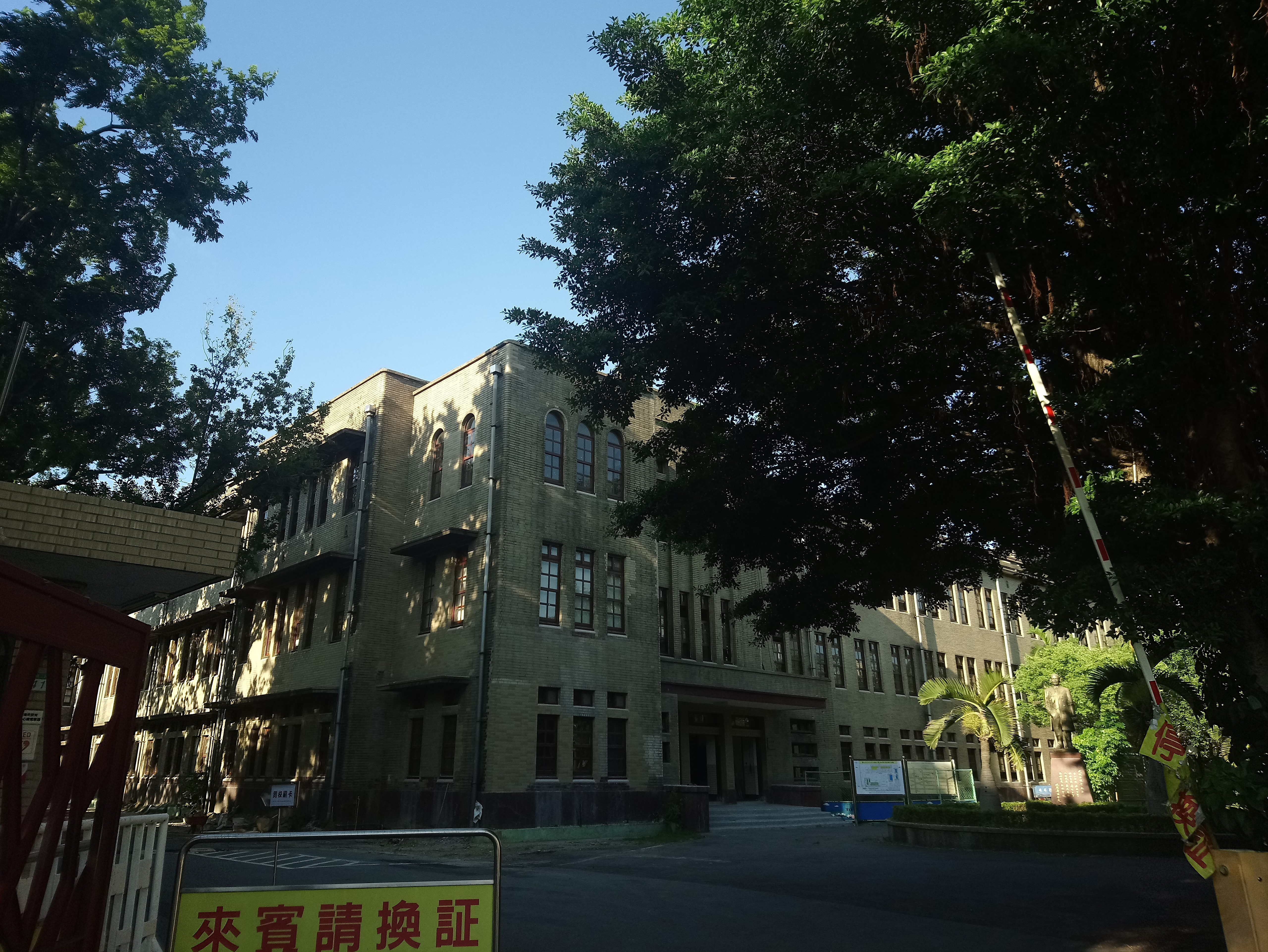
臺北州立臺北第三高等女學校

- 萬年社京都支社（1925年，宗建築事務所，京都市）
- 旧伊藤千太郎邸（旧近畿建築会館、旧ヒサヤ大黒堂玄武会館，1926年，大阪市）
- ヴォヤージュドゥルミエール　京都七条迎賓館（旧鴻池銀行七条支店、旧若林仏具製作所，1927年，宗建築事務所，京都市下京区）[2]
- 生駒時計店（1930年，宗建築事務所，大阪市中央区）
- 熊本YMCA花陵会館（1931年，熊本市）
- 京都大学農学部演習林事務室（1931年，京都市左京区）
- 京都大学法学部経済学部本館（1933年，京都市左京区）
- 龍谷大学図書館（1936年，京都市下京区）
- 臺北州立臺北第三高等女學校（1939年，今臺北市立中山女子高級中學）
- 同志社大學明德館（1954年，京都市上京区）

## 相關
- 千千岩助太郎
- 顏水龍

## 連結
- 陳凱劭的BLOG » 大倉三郎(Okura Saburo, 1900-1983) （页面存档备份，存于）

### 閱讀
- 陳凱劭的BLOG »(1944)大倉三郎：在本島的造形文化運動－臺灣生活文化振興會的興起 （页面存档备份，存于）